# Maschine
Maschine é o terceiro single da banda alemã Unheilig e o único do álbum "Das 2. Gebot". Foi lançado em 07 de abril de 2003 e traz remixes de Maschine e duas canções que não foram lançadas no álbum.

## Lista de Faixas
| N.º            | Título                                           | Duração |  |
| 1.             | "Maschine (Club Edit)"                           | 4:14    |  |
| 2.             | "Maschine (Album Version)"                       | 4:07    |  |
| 3.             | "This Corrosion" (Cover de The Sisters of Mercy) | 8:39    |  |
| 4.             | "Maschine (Der Graf Remix)"                      | 5:17    |  |
| 5.             | "Schleichfahrt"                                  | 4:08    |  |
| Duração total: | Duração total:                                   | 26:22   |  |

## Créditos
- Der Graf - Vocais/Composição/Letras/Programação/Produção(Faixas 3, 4, 5)
- José Alvarez-Brill - Produção (Faixa 2)
- Fairlage (Henning Verlage) - Produção (Faixa 1)[1]